# Sergio Álvarez Conde
Pour les articles homonymes, voir Sergio Álvarez, Álvarez et Conde.
Sergio Álvarez Conde est un footballeur espagnol, né le 3 août 1986 à Catoira. Il évolue au poste de gardien de but au Celta de Vigo.